# 美少女戦士セーラームーン セーラースターズ キャラクターソング
『美少女戦士セーラームーン セーラースターズ キャラクターソング』（びしょうじょせんしセーラームーン セーラースターズ キャラクターソング）は、1996年から1997年まで放送されたテレビアニメシリーズ『美少女戦士セーラームーン セーラースターズ』より登場のセーラー戦士と新たなセーラー戦士のキャラクターソングシングル（8cm）。1996年10月19日〜1996年12月21日にコロムビアミュージックエンタテインメントからリリース。緒方恵美がキャラクターソングのイニシャル・Uの歌詞がキャラクターのイメージに合っていないとして変更を求めたが認められず、シングルが発売中止となる。同曲は美少女戦士セーラームーン メモリアルソングBOXに大木理紗が代わりに歌ったものが収録された。

## リリース一覧

### セーラースターファイター
1. プロローグ [1:39]
脚本・構成：田神悠／声の出演：星野光（新山志保）
使用BGM：「銀河一身分違いな片想い」～インストバージョン～（作・編曲：亀山耕一郎）
2. ポエム [3:02]
脚本・構成：田神悠／ナレーション：星野光（新山志保）
使用BGM：「銀河一身分違いな片想い」～オルゴールバージョン～（作・編曲：亀山耕一郎）
3. 銀河一身分違いな片想い [4:20]
作詞：武内直子　作曲：亀山耕一郎　編曲：亀山耕一郎　歌：星野光（新山志保）
4. 銀河一身分違いな片想い（オリジナル・カラオケ） [4:21]

### セーラースターメイカー
1. プロローグ [2:28]
脚本・構成：田神悠／声の出演：大気光（津野田なるみ）
使用BGM：「力を合わせて」～インストバージョン～（作・編曲：一ノ瀬響）
2. ポエム [2:27]
脚本・構成：田神悠／ナレーション：大気光（津野田なるみ）
使用BGM：「力を合わせて」～オルゴールバージョン～（作・編曲：一ノ瀬響）
3. 力を合わせて [6:06]
作詞：武内直子　作曲：一ノ瀬響　編曲：一ノ瀬響　歌：大気光（津野田なるみ）
4. 力を合わせて（オリジナル・カラオケ） [6:07]

### セーラースターヒーラー
1. プロローグ [2:35]
脚本・構成：田神悠／声の出演：夜天光（坂本千夏）
使用BGM：「真夜中ひとり」～インストバージョン～（作・編曲：出口雅生）
2. ポエム [3:02]
脚本・構成：田神悠／ナレーション：夜天光（坂本千夏）
使用BGM：「真夜中ひとり」～オルゴールバージョン～（作・編曲：出口雅生）
3. 真夜中ひとり [3:34]
作詞：武内直子　作曲：出口雅生　編曲：出口雅生　歌：夜天光（坂本千夏）
4. 真夜中ひとり（オリジナル・カラオケ） [3:33]

### ギャラクシア
1. プロローグ [2:15]
脚本・構成：田神悠／声の出演：ギャラクシア（堀江美都子）
使用BGM：「ゴールデンクイーン・ギャラクシア」～インストバージョン～（作・編曲：亀山耕一郎）
2. ポエム [2:48]
脚本・構成：田神悠／ナレーション：ギャラクシア（堀江美都子）
使用BGM：「ゴールデンクイーン・ギャラクシア」～オルゴールバージョン～（作・編曲：亀山耕一郎）
3. ゴールデンクイーン・ギャラクシア [4:00]
作詞：武内直子　作曲：亀山耕一郎　編曲：亀山耕一郎　歌：ギャラクシア（堀江美都子）
4. ゴールデンクイーン・ギャラクシア（オリジナル・カラオケ） [3:58]

### セーラーネプチューン
1. プロローグ [2:31]
脚本・構成：田神悠／声の出演：海王みちる（勝生真沙子）
使用BGM：「戦士の想い」～インストバージョン～（作・編曲：池毅）
2. ポエム [2:17]
脚本・構成：田神悠／ナレーション：海王みちる（勝生真沙子）
使用BGM：「戦士の想い」～オルゴールバージョン～（作・編曲：池毅）
3. 戦士の想い [5:04]
作詞：武内直子　作曲：池毅　編曲：亀山耕一郎　歌：海王みちる（勝生真沙子）
4. 戦士の想い（オリジナル・カラオケ） [5:04]

### エターナルセーラームーン
1. プロローグ [3:02]
脚本・構成：武内直子、三ッ浦孝／声の出演：月野うさぎ（三石琴乃）
使用BGM：「愛をしんじてる」～インストバージョン～（作・編曲：有澤孝紀、Allie Watz、梶亮）
2. ポエム [2:58]
脚本・構成：武内直子、三ッ浦孝／ナレーション：月野うさぎ（三石琴乃）
使用BGM：「愛をしんじてる」～オルゴールバージョン～（作・編曲：有澤孝紀）
3. 愛をしんじてる [4:01]
作詞：武内直子　作曲：有澤孝紀　編曲：Allie Watz、梶亮　歌：月野うさぎ（三石琴乃）
4. 愛をしんじてる（オリジナル・カラオケ） [3:59]

### セーラーマーキュリー
1. プロローグ [2:00]
脚本・構成：武内直子、大門豊／声の出演：水野亜美（久川綾）
使用BGM：「あしたもまた自転車」～インストバージョン～（作・編曲：有澤孝紀、Allie Watz、猪股義周）
2. ポエム [2:21]
脚本・構成：武内直子、田神悠／ナレーション：水野亜美（久川綾）
使用BGM：「あしたもまた自転車」～オルゴールバージョン～（作・編曲：有澤孝紀）
3. あしたもまた自転車 [3:55]
作詞：武内直子　作曲：有澤孝紀　編曲：Allie Watz、猪股義周　歌：水野亜美（久川綾）
4. あしたもまた自転車（オリジナル・カラオケ） [3:54]

### セーラーマーズ
1. プロローグ [2:43]
脚本・構成：武内直子、田神悠／声の出演：火野レイ（富沢美智恵）
使用BGM：「炎の狙撃者（FLAME SNIPER）」～インストバージョン～（作・編曲：有澤孝紀、Allie Watz、鈴木浩之）
2. ポエム [3:22]
脚本・構成：武内直子、田神悠／ナレーション：火野レイ（富沢美智恵）
使用BGM：「炎の狙撃者（FLAME SNIPER）」～オルゴールバージョン～（作・編曲：有澤孝紀）
3. 炎の狙撃者（FLAME SNIPER） [4:50]
作詞：武内直子　作曲：有澤孝紀　編曲：Allie Watz、鈴木浩之　歌：火野レイ（富沢美智恵）
4. 炎の狙撃者（FLAME SNIPER）（オリジナル・カラオケ） [4:15]

### セーラージュピター
1. プロローグ [1:53]
脚本・構成：武内直子、三ッ浦孝／声の出演：木野まこと（篠原恵美）
使用BGM：「We believe you」～インストバージョン～（作・編曲：金住重里）
2. ポエム [4:11]
脚本・構成：武内直子、三ッ浦孝／ナレーション：木野まこと（篠原恵美）
使用BGM：「We believe you」～オルゴールバージョン～（作・編曲：金住重里）
3. We believe you [5:03]
作詞：武内直子　作曲：金住重里　編曲：金住重里　歌：木野まこと（篠原恵美）
4. We believe you（オリジナル・カラオケ） [5:03]

### セーラーヴィーナス
1. プロローグ [1:58]
脚本・構成：武内直子、三ッ浦孝／声の出演：愛野美奈子（深見梨加）
使用BGM：「愛の女神のHow to love」～インストバージョン～（作・編曲：亀山耕一郎）
2. ポエム [2:49]
脚本・構成：武内直子、三ッ浦孝／ナレーション：愛野美奈子（深見梨加）
使用BGM：「愛の女神のHow to love」～オルゴールバージョン～（作・編曲：亀山耕一郎）
3. 愛の女神のHow to love [5:11]
作詞：武内直子　作曲：亀山耕一郎　編曲：亀山耕一郎　歌：愛野美奈子（深見梨加）
4. 愛の女神のHow to love（オリジナル・カラオケ） [5:10]

### セーラーちびムーン
1. プロローグ [3:01]
脚本・構成：武内直子、田神悠／声の出演：ちびうさ（荒木香恵）
使用BGM：「バイバイって言った」～インストバージョン～（作・編曲：有澤孝紀、Allie Watz、猪股義周）
2. ポエム [1:19]
脚本・構成：武内直子、三ッ浦孝／ナレーション：ちびうさ（荒木香恵）
使用BGM：「バイバイって言った」～オルゴールバージョン～（作・編曲：有澤孝紀）
3. バイバイって言った [4:15]
作詞：三ッ浦孝　作曲：有澤孝紀　編曲：Allie Watz、猪股義周　歌：ちびうさ（荒木香恵）
4. バイバイって言った（オリジナル・カラオケ） [4:15]